# JLT One-Day Cup 2018/19
Der JLT One-Day Cup 2018/19 war die 50. Austragung der nationalen List A Cricket-Meisterschaft in Australien. Der Wettbewerb wurde zwischen dem 16. September und 10. Oktober 2018 zwischen sechs australischen First-Class-Vertretungen der Bundesstaaten ausgetragen. Im Finale konnte sich Victoria gegen Tasmanien mit 110 Runs durchsetzen.

## Format
Die sechs Mannschaften spielten in einer Gruppe einmal gegen jede andere Mannschaft. Für einen Sieg gab es vier und für ein Unentschieden oder No Result zwei Punkte. Ein Bonuspunkt wurde vergeben, wenn bei einem Sieg die eigene Runzahl die des Gegners um das 1,25-fache überstieg, ein weiterer, wenn sie sogar mehr als das Doppelte des Gegners betrug. Des Weiteren war es möglich, dass Mannschaften Punkte abgezogen bekamen, wenn sie beispielsweise zu langsam spielten. Die beiden erstplatzierten der Gruppe qualifizierten sich direkt für das Halbfinale, während die verbliebenen Teams ins Viertelfinale einzogen. Im K.-o.-System wurde dann im Finale der Turniersieger ausgespielt.

## Resultate

### Gruppenphase
Tabelle
| Teams             | Sp. | S | N | U | R | NR | BP | Ded | Punkte | NRR    |
| ----------------- | --- | - | - | - | - | -- | -- | --- | ------ | ------ |
| Western Australia | 5   | 5 | 0 | 0 | 0 | 0  | 3  | 0   | 23     | +1.945 |
| Tasmanien         | 5   | 3 | 2 | 0 | 0 | 0  | 1  | 0   | 13     | −0.257 |
| South Australia   | 5   | 2 | 3 | 0 | 0 | 0  | 1  | 0   | 9      | −0.174 |
| Victoria          | 5   | 2 | 3 | 0 | 0 | 0  | 1  | 0   | 9      | −0.464 |
| New South Wales   | 5   | 2 | 3 | 0 | 0 | 0  | 1  | 0   | 9      | −0.484 |
| Queensland        | 5   | 1 | 4 | 0 | 0 | 0  | 1  | 0   | 5      | −0.322 |

### Viertelfinale
| 3. Oktober Scorecard | Sydney | Queensland 363-5 (50)                       | – | South Australia 334 (47.2/49) |
|                      |        | Queensland gewinnt mit 24 Runs (D/L method) |   |                               |

| 4. Oktober Scorecard | St Kilda | Victoria  | – | New South Wales |
|                      |          | No Result |   |                 |

Auf Grund schlechten Wetters wurde das Spiel nicht ausgetragen und Victoria qualifizierte sich auf Grund der besseren Platzierung in der Gruppenphase für das Halbfinale.

### Halbfinale
| 6. Oktober Scorecard | Sydney | Queensland 177 (44.5)           | – | Tasmanien 180-4 (37.2) |
|                      |        | Tasmanien gewinnt mit 6 Wickets |   |                        |

| 7. Oktober Scorecard | St Kilda | Victoria 332 (49.5)          | – | Western Australia 269 (45.5) |
|                      |          | Victoria gewinnt mit 63 Runs |   |                              |

### Finale
| 10. Oktober Scorecard | St Kilda | Victoria 274 (50)             | – | Tasmanien 164 (40.4) |
|                       |          | Victoria gewinnt mit 110 Runs |   |                      |